# Баекенов, Булат Абдрахманович
Булат Абдрахманович Баекенов (каз. Болат Әбдірахманұлы Баекенов; 21 ноября 1942, Гурьев — 24 августа 2023, Алма-Ата) — министр внутренних дел Республики Казахстан с 1994 по 1995 годы; генерал-лейтенант запаса, профессор, директор Алматинской юридической академии Казахского гуманитарного юридического университета, первый Председатель Комитета национальной безопасности Республики Казахстан,

## Биография
Родился 21 ноября 1942 года в Гурьеве в семье военнослужащего. После окончания в 1960 году Уральского техникума механизации сельского и лесного хозяйства был направлен на работу в г. Сарань Карагандинской области. Заведовал автомотоклубом местного горкома ДОСААФ, затем работал автомехаником автобазы, одновременно преподавая на курсах автомотоклуба.
В 1961—1962 годах служил в рядах Советской Армии.
С декабря 1964 года заведовал межшкольными учебно-производственными мастерскими Саранского городского отдела народного образования.
С 1966 по 1973 год находился на комсомольской и партийной работе, стал первым секретарем Саранского горкома комсомола, затем заведующим орготделом Саранского горкома партии.
В 1971 году был избран вторым секретарем Карагандинского обкома комсомола, заочно окончил исторический факультет Карагандинского государственного университета.
В 1973 году решением Центрального комитета компартии Казахстана направлен в Высшую школу КГБ СССР на курсы подготовки руководящего состава, по окончании которых назначен заместителем начальника отдела контрразведки управления КГБ по Карагандинской области.
В 1977—1980 годах работал в должности заведующего отделом административных органов Карагандинского обкома компартии.
В 1980 году по решению ЦК компартии Казахстана вновь направлен в органы госбезопасности и назначен заместителем начальника управления КГБ по Алма-Атинской области.
В 1982—1985 годах — старший инспектор Инспекторского управления КГБ СССР (г. Москва).
В 1985—1987 годах — начальник управления КГБ по Кокчетавской области.
В 1986—1990 годах — заместитель председателя КГБ Казахской ССР.
В 1990—1991 годах — начальник управления КГБ по Алма-Атинской области.
В октябре 1991 года указом президента республики назначен председателем КГБ Казахской ССР (с июля 1992 года — Комитет национальной безопасности Республики Казахстан).
С декабря 1993 по октябрь 1994 года занимал должность секретаря Совета безопасности.
С октября 1994 по ноябрь 1995 года — министр внутренних дел Республики Казахстан.
В марте 1997 года указом главы государства назначен начальником службы охраны Президента Республики Казахстан.
В мае 2001 года подал рапорт об освобождении от занимаемой должности и увольнении в запас КНБ РК по возрасту.
После выхода в отставку занялся преподавательской деятельностью. Через некоторое время возглавил Алматинскую юридическую академию Казахского гуманитарного юридического университета.
Возглавлял Ассоциацию Охранных Организаций Республики Казахстан.
Скончался 24 августа 2023 года на 81-м году жизни, после продолжительной болезни.

## Награды
- Орден Курмет.
- 22 медали СССР и Республики Казахстан.
- Почётный сотрудник Комитета национальной безопасности Республики Казахстан.
- Почётный гражданин города Сарань.